# Neuville-sur-Ornain
Neuville-sur-Ornain település Franciaországban, Meuse megyében. Lakosainak száma 366 fő (2022. január 1.). Neuville-sur-Ornain Laimont, Val-d’Ornain, Revigny-sur-Ornain és Vassincourt községekkel határos.

## Népesség
A település népességének változása:
| Lakosok száma | 332  | 381  | 423  | 350  | 357  | 359  | 362  | 362  | 366  | 366  |
|               | 1968 | 1982 | 1990 | 2006 | 2013 | 2015 | 2017 | 2019 | 2020 | 2022 |